# Polypedates macrotis
Espèce
Synonymes
- Rhacophorus macrotis Boulenger, 1891
- Philautus montanus Taylor, 1920
- Polypedates linki Taylor, 1922

Statut de conservation UICN

 LC  : Préoccupation mineure
Polypedates macrotis est une espèce d'amphibiens de la famille des Rhacophoridae.

## Répartition
Cette espèce se rencontre :
- dans le sud de la Thaïlande ;
- en Malaisie péninsulaire ;
- à Sumatra ;
- à Bornéo ;
- aux Philippines.

## Description

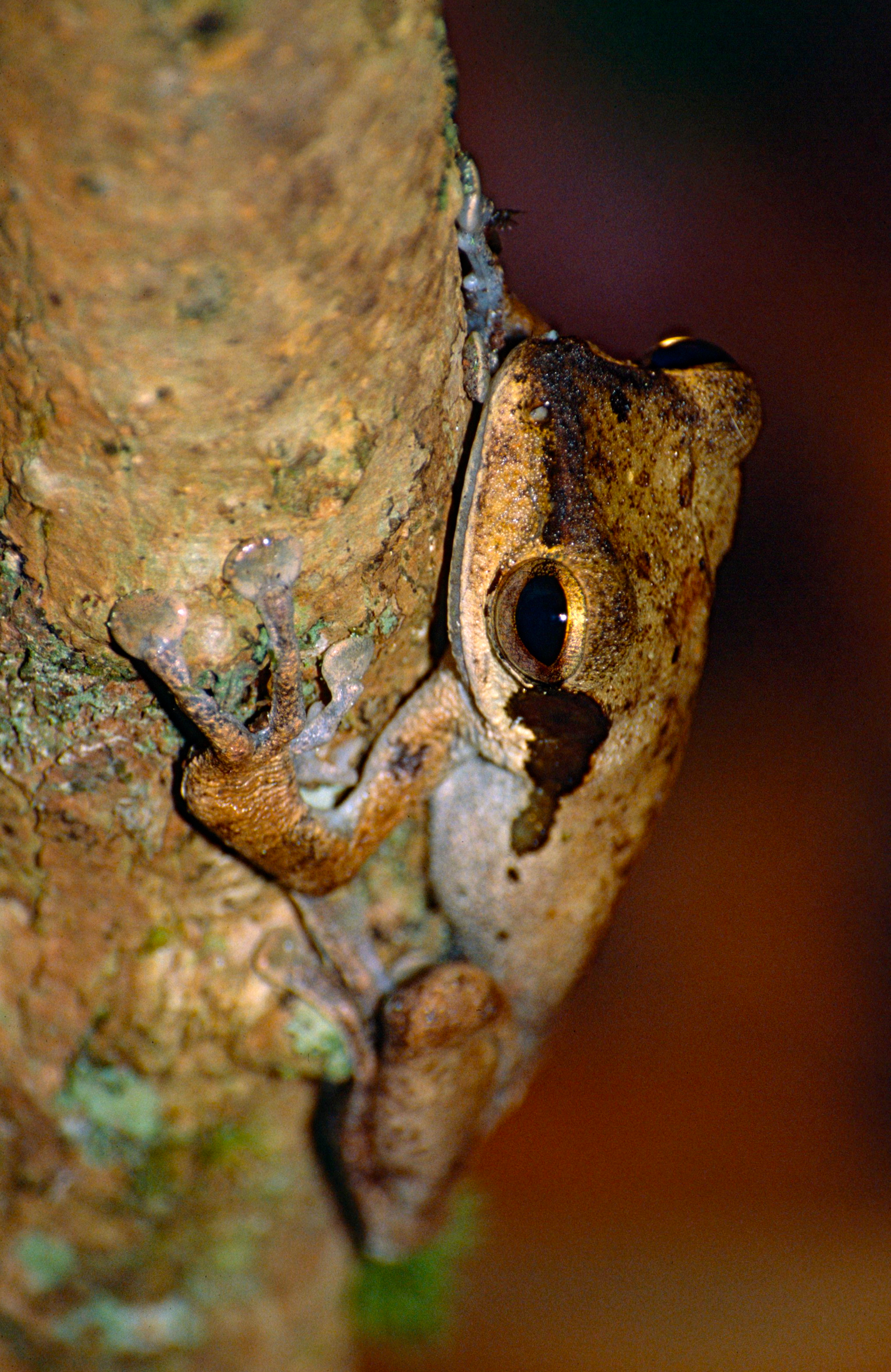
Polypedates macrotis, parc national de Bukit Labir, Sarawak en Malaisie

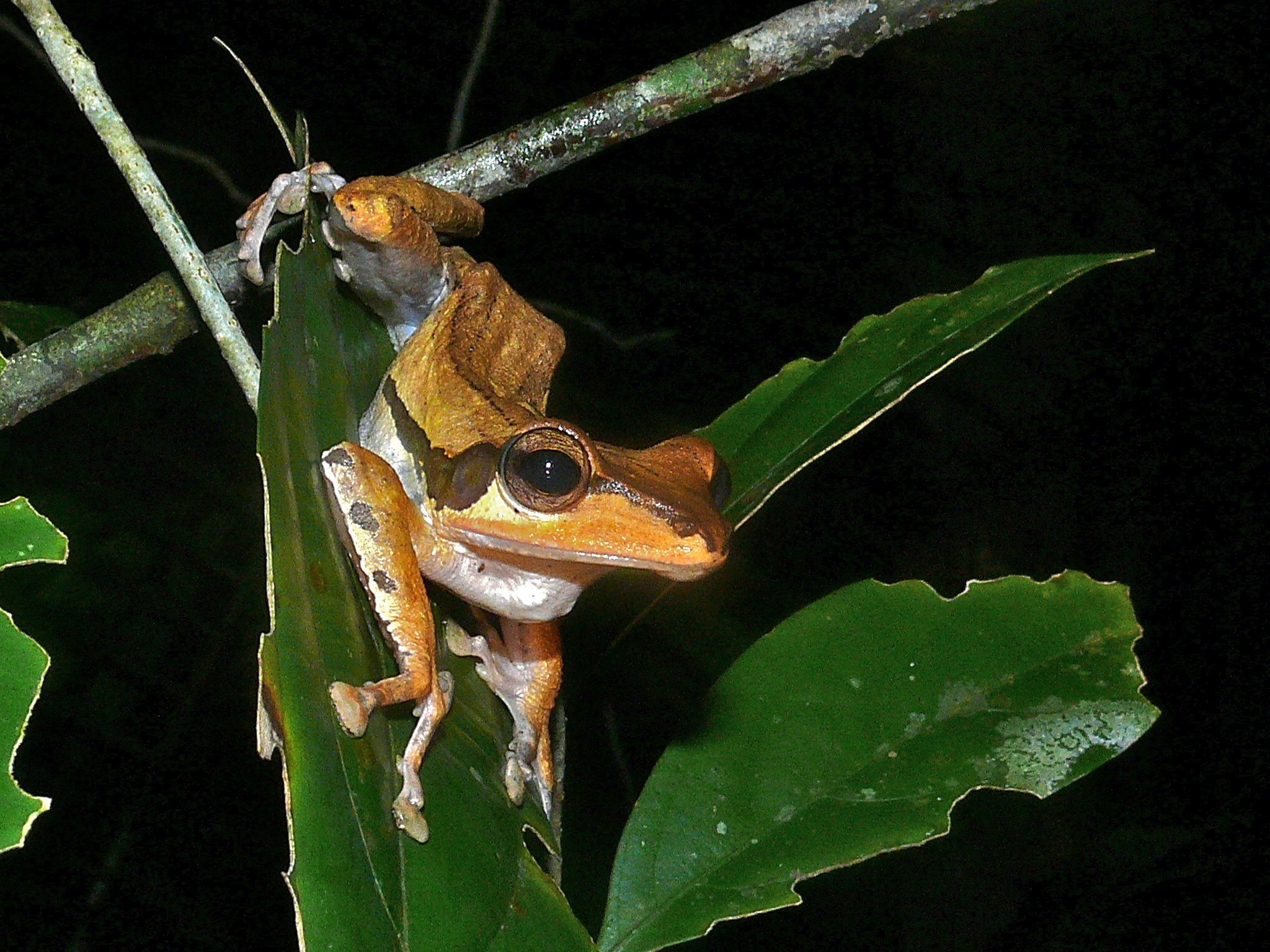
Polypedates macrotis, Similajau National Park, Sarawak en Malaisie

Polypedates macrotis mesure environ 75 mm. Son dos est brun-gris avec de petites taches brun foncé.

## Publication originale
- Boulenger, 1891 : Descriptions of new Oriental Reptiles and Batrachians. The Annals and magazine of natural history, ser. 6, vol. 7, p. 279-283 (texte intégral).